# Bouffonne (canonnière)
La Bouffonne était une canonnière de lutte anti-sous-marine de la période de la Première Guerre mondiale, l'une des huit unités de la classe Friponne. Le navire a été lancé en 1916 au chantier naval de l'Arsenal de Lorient, et est entré en service dans la Marine nationale en 1917. Le navire a été mis hors service en 1925.

## Conception et construction
Les unités de classe Friponne ont été commandées sur la base du programme d'expansion de la flotte française de 1916. Les navires étaient fondamentalement identiques aux notices de type Ardent de la Royal Navy, différant principalement par une propulsion par moteur Diesel au lieu d'une propulsion par machine à vapeur, grâce à laquelle l'autonomie de navigation a été considérablement augmentée. Au départ, 13 unités étaient prévues pour être construites, mais seulement huit ont été achevées.
La Bouffonne a été construite à l'Arsenal de Lorient. Le navire a été posé en 1915, a été lancé en 1916 et est entré en service dans la Marine nationale en 1917.

## Données techniques
Le navire était une canonnière anti-sous-marine (classée en France comme notification de 2e classe). La longueur totale de la coque était de 66,4 m, la largeur de 7 m et le tirant d'eau de 2,8 m. Le déplacement standard était de 315 tonnes. Le navire était propulsé par deux moteurs Diesel Sulzer d'une puissance totale de 900 cv, se déplaçant avec deux hélices (l'unité n'avait pas de cheminée). La vitesse maximale du navire était de 14,5 nœuds. Le navire transportait 30 tonnes de carburant, ce qui a permis d'atteindre une autonomie de 3000 nautiques à 10 nœuds (ou 1600  à 15 nœuds).
L'armement se composait de deux canons indépendants de calibre 100 mm et de deux charges de profondeur. L'équipage du navire se composait de 54 officiers, sous-officiers et marins.

## Service
La canonnière a servi dans la mer Méditerranée. Le navire a été mis hors service en 1925.